# Кебрал, Анжелика
Анжелика Кебрал (англ. Angelique Cabral, род. 28 января 1979) — американская актриса. 

## Биография
Кебрал родилась в Гонолулу, Гавайи, и в 2001 году окончила со степенью бакалавра Индианский университет. Троюродная сестра Кебрал — актриса Иди Макклёрг, опекуном которой она планирует стать из-за её борьбы с деменцией.
С середины 2000-х Кебрал появлялась с незначительными ролями в дневных мыльных операх «Направляющий свет», «Одна жизнь, чтобы жить» и «Все мои дети», а затем и в прайм-тайм сериалах «Счастливый конец», «Два с половиной человека» и «Болота». В начале 2012 года Кебрал получила регулярную роль в сериале «Коварные горничные», однако была уволена из него по творческим причинам.
В 2014 году Кебрал исполнила основную женскую роль в комедийном сериале Fox «Завербован», который был закрыт после одного сезона. Кебрал также появилась в «Не верь с*** из квартиры 23», «Менталист», «Мыслить как преступник» и «Бэкстром». В 2015 году она начала сниматься в ситкоме CBS «Жизнь в деталях».

## Личная жизнь
С 20 июля 2013 года Кабрал замужем за директором по маркетингу Джейсоном Осборном. У супругов есть двое детей — дочь Аделейд Грейс Осборн (род. 07.09.2017) и сын Олден Пресли Осборн (род. 14.11.2019).